# 恋するソルジャー/彼女はいじわる
「恋するソルジャー／彼女はいじわる」（こいするソルジャー／かのじょはいじわる）は、浜千咲のインディーズ歌手デビュー両A面シングル（初回仕様はポスター付き）。誕生日の2003年11月10日（10月11日）による発売である。snow rabbits musicから発売。販売元はWINGDISTRIBUTION。振付も作詞作曲の阿里耶が担当。

## 収録曲目
1. 恋するソルジャー [3:59]
  - 作詞・作曲：阿里耶 - 編曲：IKURO
2. 彼女はいじわる [3:25]
  - 作詞：阿里耶 - 作曲：阿里耶、IKURO - 編曲：IKURO
3. 恋するソルジャー（Instrumental）
4. 彼女はいじわる（Instrumental）

## スタッフ
- 総合プロデューサー：垂石克哉（オリコンエンタテインメント代表取締役社長）

music
- 制作協力：東映音楽出版株式会社 Fdur
- サウンドプロデューサー：IKURO
- サウンドディレクター：HITOMING.K
- エンジニア：Seiji Sekine
- レコーディンクスタジオ：南麻布・st.ROOM

air
- ジャケット写真：福森クニヒロ
- ヘアメイク：森田美由紀
- デザイン：maΛνΛΛνΛ
- 監修：Kaicho
- 発売元：snow rabbits music
- 販売元：WINGDISTRIBUTION